# Perikoala
Perikoala — викопний рід сумчастих ссавців родини коалові (Phascolarctidae), споріднений із сучасною коалою. Рід відокремився від спільного предка інших родів коал — Nimiokoala, Litokoala і Phascolarctos. Мешкав близько 25 млн років тому. Відомий з двох знахідок в Австралії.